# Letteratura islandese
La letteratura islandese si sviluppa fin dai primissimi momenti della colonizzazione (landnám), avvenuta nell'anno 874.

## Il grande medioevo islandese
L'Islanda è celebre per la sua ricchissima letteratura medievale. È stato giustamente affermato che, in proporzione all'estrema esiguità della popolazione, in nessun'altra nazione si è avuta in quell'epoca una simile fioritura di opere letterarie di grande valore. Una particolarità della letteratura islandese consiste inoltre nel fatto che essa è veramente, e senza alcuna retorica, nata dalla gente (in Islanda non è mai esistita un'aristocrazia come la si intende storicamente), e che ogni abitante (ciò equivale a dire ogni agricoltore/pescatore) ha dato il proprio contributo alla sua creazione.
Le opere letterarie trattano di eventi nei quali erano coinvolte famiglie conosciute ed anche gli stessi antenati di chi scriveva. Gli episodi narrati si svolgono in un ambiente noto a tutti, per lo più nell'Islanda stessa, ma anche in Norvegia, in Groenlandia e, raramente, altrove. Nelle lunghe sere invernali passate nella baðstofa, la stanza riscaldata della fattoria tradizionale, tutti si dedicavano alla composizione, alla recitazione o alla lettura di storie; i manoscritti venivano immediatamente ricopiati in modo che anche le generazioni future ne potessero usufruire. Queste opere sono così intimamente legate al popolo (inteso come insieme compatto di persone che si riconoscono in una data tradizione), che gli autori delle antiche Saghe (in islandese saga, al plurale sögur, dalla radice del verbo segja "dire"), che pure mostrano un notevole labor limae, sono del tutto sconosciuti. Questo si può spiegare probabilmente con il fatto che lo stesso concetto di "autore" era molto diverso da quello attuale; lo stesso termine islandese per "autore", höfundur, è formato dalla radice del verbo hefja e significa quindi piuttosto "iniziatore", "colui che inizia una storia".

### Gli inizi: L'Eddae la poesia scaldica
La prima "cosa" ad essere trascritta su pergamena fu la legislazione dell'antico Stato Libero Islandese (inverno del 1117). Si deve dunque presumere che l'alfabeto latino fosse arrivato in Islanda circa nel 1100. La trascrizione della lingua dovette creare non pochi problemi, dato che, tra il 1130 ed il 1150 fu composto il cosiddetto "Primo Trattato Grammaticale" (Fyrsta Málfræðisbók), sorto proprio per dirimere questioni ortografiche. I monumenti letterari più antichi che possediamo sono l'Edda Antica o Poetica (Forna Edda o Eddukvæði) ed il corpus della poesia di argomento cortese detta Scaldica (da skáld 'poeta'). I componimenti scaldici vengono usualmente attribuiti a dei poeti dei quali conosciamo il periodo di attività e, in alcuni casi, anche il nome, come il famoso Egill Skalla-Grímsson (protagonista a sua volta di una celebre saga); essi sono noti per la loro estrema concettosità e complessità, che li rende vicini ai lontanissimi (e posteriori) trovatori provenzali (tanto che qualcuno ha ipotizzato un indiretto contatto) e, soprattutto, per l'artificio lessicale delle kenningar (dall'espressione kenna eitt við eitt "conoscere una cosa per mezzo di un'altra"), intricatissime metafore descrittive basate spesso su dettagli mitologici a noi poco noti o del tutto oscuri, ma che rivelano spesso una straordinaria capacità di invenzione poetica. Le kenningar erano del resto usate non solo nella poesia scaldica, segno che si trattava di un procedimento anteriore: un esempio illuminante ci viene ad esempio da un carme eddico, l'Alvíssmál ("Carme dell'Onnisciente", o "del nano onnisciente"), che diamo qui in grafia moderna normalizzata, ma rispettando le forme antiche:
(Traduzione italiana da: Il canzoniere Eddico, trad. di P. Scardigli e M. Meli, Milano, Garzanti, 1982)].)
Si deve comunque tenere conto del fatto che, prima di essere messe per iscritto, le poesie scaldiche furono tramandate oralmente per circa due secoli, e lo stesso vale a maggior ragione per le opere completamente anonime. Una così lunga tradizione orale pone allo storico letterario di oggi dei problemi enormi, né la parziale o totale compartecipazione di autori diversi a singole opere è inequivocabilmente sicura. I mutamenti che un'opera deve aver subito nel corso della sua lunga tradizione orale possono essere accertati solo raramente, e mai con piena sicurezza.
Al contrario delle poesie scaldiche, i carmi Eddici sono tutti anonimi. Se tali componimenti epici siano di origine propriamente islandese oppure "germanica" è stato oggetto di una lunga e forse insolubile disputa, simile per alcuni versi alla questione Omerica. Assai dibattuta è anche la questione se essi siano stati scritti per la prima volta in Islanda, in Germania od in altri paesi: per quanto riguarda il loro contenuto, i carmi più antichi potrebbero addirittura esser fatti risalire all'epoca delle grandi migrazioni del IV-V secolo (Völkerwanderungen), ed apparterrebbero quindi alla tradizione germanica comune. Resta comunque incontestabile il fatto che essi ci sono pervenuti in massima parte grazie ad un codice in-IV, redatto certamente in Islanda nella seconda metà del XIII secolo, il Codex Regius 2365-4º o Konungsbók ("Libro Regio"). Se si esclude un breve frammento epico redatto in alto tedesco antico, il Carme di Ildebrando (Hildebrandslied), l'antico epos germanico ci è noto praticamente soltanto da questo piccolo, malandato ed inestimabile codex unicus conservato dal 1970 nella filiale di Reykjavík dell'Istituto Arnamagnæano (Stofnun Árna Magnússonar o, familiarmente, Árnagarður), dopo essere stato per secoli (a partire dalla sua scoperta, avvenuta nel 1643 per opera del vescovo luterano di Skálholt Brynjólfur Sveinsson, dopo che, probabilmente, era stato tenuto per secoli in qualche bær) patrimonio della Biblioteca Reale di Copenaghen. Il Codex Regius è senz'altro patrimonio comune di tutti i popoli germanici e dell'umanità intera, ma è scritto in islandese e quindi, in questo senso, i carmi sono islandesi e come tali sono sempre stati sentiti dagli abitanti dell'isola.

### Prime figure letterarie
Proprio nella letteratura fanno -prestissimo e chiaramente- la loro apparizione le particolarità della cultura islandese, contrariamente a quanto accade per gli altri popoli scandinavi. Le saghe islandesi furono scritte durante un periodo di circa 200 anni, dal XII al XIII secolo, dopodiché la cultura islandese cominciò sempre di più ad uniformarsi alle linee generali del pensiero medievale, senza comunque perdere mai del tutto le proprie caratteristiche originali. Fin dal 1200 si ebbero più traduzioni dal latino che opere originali islandesi. Il dottissimo Sæmundur Sigfússon (1056-1133), detto "Sæmund il Sapiente" (Sæmundur hinn Fróði, latino Sæmundus Multiscius), che fu a lungo ed erroneamente ritenuto, per la sua vastissima cultura (aveva studiato a Parigi e veniva ritenuto una sorta di mago, tanto da aver dato luogo ad una serie interminabile di leggende), l'autore dei carmi Eddici (tanto che si parlava di "Edda di Sæmund", Sæmundar Edda o Edda Sæmundar hins Fróða), scrisse in latino una storia dei Re di Norvegia, sfortunatamente andata persa. Ari Þorgilsson (1068-1148), anch'esso chiamato fróði, ci ha lasciato la Íslendingabók ("Libro degli Islandesi"), una storia del popolo islandese dalla landnám fino al 1118, redatta interamente in islandese. Il "Libro degli Insediamenti" (Landnámabók), una singolare opera a metà tra una saga ed un censimento, fu anch'esso scritto completamente in islandese. Ulteriori storie dei Re di Norvegia furono redatte nel XII e XIII secolo.

### Snorri Sturluson
La figura letteraria più nota del medioevo islandese è senz'altro Snorri Sturluson (1179-1241). Uomo dottissimo e membro dell'alþingi, ricoprì importantissime cariche pubbliche e mal tollerò l'ingerenza norvegese, che sarebbe sfociata di lì a poco nella scomparsa dello Stato Libero (1262), tanto da morire assassinato ignota manu. La sua Heimskringla ("Il Globo Terraqueo") è la storia dei Re di Norvegia dai leggendari inizi fino al 1177. Celebre in tutto il mondo è il suo trattato di arte poetica detto comunemente "Edda in prosa" o "di Snorri" (Snorra Edda, per distinguerla dall'omonimo corpus di carmi epici). Il trattato fu composto per fornire un manuale di metrica, mitologia e composizione poetica ai giovani poeti ed è diviso in tre parti: la Gylfaginning ("Inganno di Gylfi"), lo Háttatál ("Discorso sulla metrica") e gli Skáldskaparmál ("Discorso sulla composizione poetica"). A parte la bellezza intrinseca dell'opera, dobbiamo ad essa la conoscenza di moltissime kenningar che ci hanno permesso di spiegare e meglio apprezzare la poesia scaldica. Molti studiosi ritengono che debba essere attribuita a Snorri anche la Egils saga Skalla-Grímssonar ("Saga di Egill Skalla-Grímsson"), uno dei capolavori della letteratura islandese medievale, il cui protagonista è, come detto, un celebre scaldo. Non è però stato possibile dimostrarlo con certezza, e l'attribuzione a Snorri nasce più al desiderio di trovare un autore adeguato per un'opera di tale valore che da dati incontrovertibili.

### Le saghe
Le saghe pervenute fino ai nostri giorni sono circa quaranta. Quasi tutte narrano episodi avvenuti all'epoca delle Colonizzazioni e dei primi secoli dello Stato Libero (circa 870-1030) e sono chiamate Saghe degli Islandesi. Poiché l'alfabeto è giunto in Islanda solo nel XII secolo, le saghe devono aver avuto una lunghissima tradizione orale (fino a 400 anni) prima di essere trascritte nei secoli XII-XIV. La saga più antica, la Heiðarvíga saga ("Saga della battaglia nella brughiera") fu trascritta probabilmente verso il 1200 e ci riporta ad un'epoca di poco posteriore all'introduzione del Cristianesimo (introdotto nell'anno 1000 per decisione dell'Alþingi). Verso il 1280 fu trascritta la Njáls saga ("Saga di Njáll"), ritenuta unanimemente la più bella saga islandese. Altre celeberrime saghe trascritte in quegli anni o poco dopo sono la Gunnlaugs Saga Ormstungu ("Saga di Gunnlaug Lingua-di-Serpente"), la Hrafnkels saga Freysgoða ("Saga di Hrafnkell, sacerdote di Freyr", un altro autentico capolavoro dall'andamento appassionante ed altamente drammatico), la Laxdœla saga ("Saga dei valligiani di Laxárdalr [Valle dei Salmoni]"), la Eyrbyggja saga ("Saga dei coloni di bassa costa") e la Grettissaga ("Saga di Grettir"), solo per citare le più famose. Le saghe sono certamente le opere letterarie islandesi più note (tanto che il termine, assieme forse a geyser, è l'unica parola islandese divenuta di uso internazionale; popolarmente l'Islanda è detta Sögueyja "isola delle saghe"). Con la perdita dell'indipendenza, l'evoluzione della letteratura islandese subisce un brusco arresto, e bisognerà attendere il Romanticismo per una nuova fioritura. Ma il periodo medievale islandese resta uno dei più splendidi esempi di "epoca d'oro" letteraria, non inferiore al medioevo francese, provenzale, italiano e tedesco, e trova ancora adesso non solo degli studiosi e degli appassionati, ma persino dei grandi scrittori e poeti che continuano ad ispirarsi ad essa anche nel metodo di composizione, come il grande argentino Jorge Luís Borges (vero e proprio creatore di kenningar in lingua spagnola) o lo svedese Per Olof Sundman, che nel suo Berättelsen om Såm ("Racconto di Såm") ha ripreso la Saga di Hrafnkell ambientandola ai giorni nostri e mantenendo la trama originale, con il risultato di mettere in evidenza quanto moderno sia l'impianto che regolava le antiche narrazioni e quale forza psicologica ne avessero i personaggi.

## La decadenza
Dopo il 1400 si assiste ad una grande decadenza nella produzione letteraria islandese, dovuta alle difficili condizioni politiche ed economiche. Con la crescente influenza della Chiesa si diffonde la letteratura di argomento religioso, consistente per lo più in traduzioni e che quindi "rompe" con la tradizione islandese. L'ultimo vescovo cattolico di Hólar, Jón Arason, che fu anche un notevole poeta, acquistò nel 1530 una stamperia allo scopo di riprodurre e diffondere le opere ecclesiastiche. Con la Riforma luterana, la stamperia rimase a lungo inutilizzata, finché Guðbrandur Þorláksson, vescovo luterano di Hólar, non mise sotto i torchi una traduzione islandese della Bibbia (1584), che è contemporaneamente il primo libro stampato in Islanda e l'inizio conclamato dell'islandese moderno (anche se la prima opera a stampa interamente in islandese, la traduzione del Nuovo Testamento di Oddur Gottskálksson, aveva visto la luce a Copenaghen oltre quarant'anni prima, nel 1540). In ogni caso, già da tempo si potevano ottenere in Islanda dei libri stampati all'estero. Nel XVI secolo l'Islanda attirò finalmente l'attenzione dei visitatori stranieri; ma le descrizioni del paese e dei suoi abitanti furono talmente inesatte e distorte, che gli islandesi non vi si riconobbero affatto e, anzi, se ne sentirono offesi. Per rimediare agli errori commessi all'estero, Arngrímur Jónsson (1568-1648) scrisse un gran numero di libri in latino, stampati in Islanda e in Danimarca. Arngrímur fornì agli studiosi stranieri un gran numero di dati di ogni genere sull'Islanda. Arni Magnússon (1663-1730), professore emerito presso la Regia Università di Copenaghen, raccolse ed acquistò tutti i manoscritti ed i frammenti di ambito islandese che poté reperire e li portò a Copenaghen dove, dopo la sua morte, furono collocati in una fondazione a lui intitolata ed ancora oggi attivissima, il celebre Arnamagnæanske Institut ("Istituto Arnamagnæano"); una parte del tesoro raccolto dal grande antiquario andò tuttavia perduta nel grande incendio che devastò la capitale danese nel 1728. A quel tempo non esisteva alcun edificio, in Islanda, dove poter ben conservare quei documenti; oggi, però, oltre metà di essi è stata riportata a Reykjavík nella fililale islandese dell'Istituto. Tra i manoscritti restituiti all'Islanda perché facenti parte inalienabile del suo patrimonio culturale figura anche il Codex Regius 2365-4º, il "Libro Regio" dei carmi Eddici.

### Prodromi della rinascita
Nel XVII secolo si sviluppa la letteratura religiosa: citiamo ad esempio i Passíusálmar ("Salmi della Passione") di Hallgrímur Pétursson (1614-1674). Con questi semplici salmi la poesia religiosa islandese raggiunge la sua massima altezza. Bisognerebbe accennare anche alla Húspostilla ("Libro di Devozioni Domestiche") del vescovo Jón Vídalín (1666-1720), che ebbe grande influenza sulla vita religiosa dell'intero paese, sebbene il suo valore letterario sia scarso. Malgrado le epidemie e le catastrofi naturali che sconvolsero l'Islanda nel XVIII secolo decimandone la popolazione, la produzione letteraria sembrò non risentirne troppo. Si fecero strada nuovi orientamenti e crebbe l'interesse per la ricerca sul passato su base scientifica e per le scienze naturali. A Copenaghen la comunità islandese disponeva già dal 1773 di una propria tipografia dove venivano stampate sia opere di carattere scientifico e letterario, sia testi per l'insegnamento di base e per l'istruzione popolare. Dal 1780 al 1798 la Lærdómslistafélagið ("Società per l'Istruzione"') pubblicò numerose ed interessantissime opere. La fondazione (1816) della Íslenska Bókmenntafélag ("Società Letteraria Islandese") fece lievitare l'interesse generale per l'Islanda e la sua letteratura. L'indirizzo naturalistico si sviluppò specialmente grazie a Eggert Ólafsson (1726-1768). I risultati delle sue spedizioni scientifiche furono raccolti nella Ferðabók Eggerts Ólafssonar ("Diario di viaggio di E.O."), che apparve prima in danese e fu successivamente tradotta in inglese, francese, tedesco, e, infine, in islandese. Il libro contiene una serie impressionante di dati sulla vita e sulle condizioni dell'isola nel XVIII secolo.
I più noti poeti di questo periodo sono Jón Þorláksson (1744-1819) e Benedikt Gröndal (1762-1825). Nel frattempo si sviluppava anche in Islanda, proveniente dalla Danimarca, un movimento politico e letterario teso alla riscoperta ed alla rivalutazione del passato come base per un futuro migliore.

## Il Romanticismo e altre correnti letterarie dell'Islanda ottocentesca
Il Romanticismo del XIX secolo ebbe come prima conseguenza la riscoperta e l'esaltazione del passato che, in Islanda, era particolarmente glorioso e divenne quindi l'arma principale nella lotta per la libertà e l'indipendenza; tale stato di cose lasciò una traccia profonda nella letteratura dell'epoca. Il più noto poeta romantico islandese, da molti considerato senz'altro il più grande poeta moderno e degno di essere nominato assieme a Goethe, Leopardi, Shelley o Byron, è Jónas Hallgrímsson (1807-1845); ebbe vita molto breve e la sua produzione fu assai ridotta, ma il valore poetico delle sue opere è altissimo. Sveinbjörn Egilsson (1791-1852) non fu solamente un grande poeta, ma anche uno studioso di grande capacità. Professore di greco presso il Ginnasio di Bessastaðir, ne fu nominato preside quando l'istituto fu trasferito a Reykjavík (Bessastaðir è comunque adesso un quartiere periferico di Reykjavík). Per mezzo dei suoi studi sulla poesia antica e del suo famoso ed insuperato dizionario islandese-latino, il Lexicon Poëticum Antiquæ Linguæ Septentrionalis (1860), Sveinbjörn creò nuovi presupposti per l'esatta comprensione della poesia nordica classica. Altri famosi poeti di questo periodo sono Grímur Thomsen (1820-1896), Benedikt Gröndal jr (1826-1907), Steingrímur Þorsteinsson (1831-1913) ed il Rev. Matthías Jóchumsson (1835-1920), autore del testo dell'inno nazionale islandese, Ó, Guð vors lands ("O Dio della nostra Terra") nonché raccoglitore di leggende e fiabe popolari. Il poeta più interessante è però, come nell'antichità, un contadino poverissimo, Hjálmar Jónsson (1798-1895), più noto come Bólu-Hjálmar ("Hjálmar di Bóla"). In Bólu-Hjálmar lo spirito della poesia si incarna come un tempo nel povero lavoratore della terra e le sue opere, dalle quali traspaiono le durissime condizioni che segnarono tutta la sua lunghissima vita, sono dei veri capolavori dal punto di vista linguistico e sono ancora oggi amatissime.

### Il Naturalismo
Dopo il 1880 prende campo l'indirizzo naturalistico, e tra i maggiori esponenti di questa corrente citiamo Þorsteinn Erlingsson (1858-1914), Hannes Hafstein (1861-1922), Einar Benediktsson (1864-1940) e Stephan G. Stephansson (1853-1927), che trascorse quasi tutta la sua vita in Canada, ma che scrisse sempre e solo nella lingua materna e la cui opera principale, Arðrökur, occupa una posizione di rilievo nella letteratura islandese. Tra i prosatori ricordiamo Jón Thoroddsen (1818-1868), autore dei racconti lunghi Piltur og Stúlka ("Ragazzo e ragazza") e Maður og Kona ("Uomo e donna"), che spianarono la strada alla moderna prosa letteraria islandese sull'esempio del Bildungsroman tedesco; Gestur Pálsson (1852-1891) tratta nelle sue opere specialmente di problemi sociali, come pure Þorgils Gjallandi (pseudonimo di Jón Stefánsson, 1851-1915), che ha saputo descrivere come nessun altro le conseguenze dell'ipocrisia nei rapporti sociali. Jón Trausti (pseudonimo di Guðmundur Magnússon, 1873-1918) è il cantore della vita di campagna ed è probabilmente l'unico scrittore moderno al quale sia riuscito rappresentare in ogni più minuta sfumatura la vita di un'intera zona del paese, i Vestfirðir (Fiordi Occidentali), con straordinaria vivacità e plasticità. Einar Hjörleifsson Kvaran (1859-1938) preferisce nelle sue opere (anche poetiche) motivi spirituali; una sua poesia, Kossinn ("Il Bacio"), del 1899, è da annoverarsi tra le più impressionanti composizioni moderne in lingua islandese.

## La letteratura contemporanea: Halldór Kiljan Laxness
I più celebri prosatori del XX secolo sono Gunnar Gunnarsson (1859-1939) e, soprattutto, Halldór Kiljan Laxness (pseudonimo di Halldór Guðjónsson, 1902-1998), insignito nel 1955 del Premio Nobel per la Letteratura. Gunnar scrisse molte delle sue opere maggiori originariamente in danese, per poi tradurle personalmente in islandese: tra queste si ricordano la Saga Borgarættarinnar ("Storia della Famiglia Borg") e Fjallkirkjan ("La Chiesa sulla Montagna"). 
Halldór Kiljan Laxness è veramente una figura di multiforme ingegno. Ha condotto una vita avventurosa, viaggiando in tutto il mondo e spaziando dal cattolicesimo all'adesione al comunismo (interrotta con le purghe staliniane) fino al monachesimo buddhista in Tibet. È scrittore fecondissimo (con tendenza alla fluvialità, a dire il vero), e, fra le sue numerose opere, citiamo Sjálfstætt Fólk ("Gente indipendente"), Salka Valka e, soprattutto, la straordinaria Íslandsklukkan ("La Campana d'Islanda"), tradotta in tutte le lingue (italiano compreso), un romanzo storico ambientato nel XVIII secolo ed ispirato alla vita dell'avventuriero Jón Hreggviðsson. Laxness è uno degli scrittori europei più poliedrici e le sue opere non seguono uno schema fisso, tanto sono particolari e personali (anche nell'ortografia, che non segue quella ufficiale). Amato e odiato allo stesso tempo, lo scrittore è stato comunque la maggiore autorità letteraria contemporanea islandese e, probabilmente contro la sua stessa volontà, un autentico "monumento nazionale". Non è comunque lontano dal vero affermare che, nella sua figura, la Reale Accademia Svedese abbia voluto insignire del Premio Nobel tutta la letteratura di un piccolissimo popolo che, fino dagli inizi, ha sfornato una quantità di capolavori letterari veramente impressionante. Come recita una famosa quartina di Stephansson: Undarleg er íslensk þjóð:/ allt, sem hefur lifað / hugsun sína og hag í ljóð/ hefur hún sett og skrifað ("Bizzarro è il popolo islandese:/ tutto ciò che ha vissuto /il proprio pensiero e le proprie vicende / l'ha preso e messo per iscritto").
Þórbergur Þórðarson (1888-1973) è notevole per il suo stile personalissimo. La sua Bréf til Láru ("Lettera a Laura") è un autoritratto dell'autore e sarà sempre annoverata tra i capolavori della prosa islandese. Tra i drammaturghi meritano speciale attenzione Indriði Einarsson (1851-1939), Jóhann Sigurjónsson (1880-1919) e Guðmundur Kamban (1888-1945). Le opere dei primi due si basano sulle tradizioni più profonde, mentre Kamban si occupa di tematiche internazionali. Matthías Jóchumsson, Halldór Kiljan Laxness, Sigurður Nordal (1886-1973) e Davíð Stefansson (1895-1964) hanno ugualmente contribuito allo sviluppo del teatro (e del cinema) islandese. Durante il XXI secolo si afferma anche la figura di Ófeigur Sigurðsson , primo scrittore islandese a vincere, nel 2011, il Premio letterario dell'Unione europea col romanzo Jón.

### LaAtómskáldskapur
Poco prima dell'inizio della seconda guerra mondiale si affermò in Islanda una forma poetica del tutto nuova. La poesia tradizionale islandese è (ad eccezione dei carmi Eddici, basati sull'allitterazione) usualmente legata alla rima. La nuova forma poetica rinuncia sia alla rima che all'allitterazione, basandosi solo sul ritmo e sulle immagini plastiche espresse non tanto linguisticamente, quanto psicologicamente; si ha quindi un avvicinamento alle forme ed alle tematiche europee. Lo sviluppo di questa forma poetica dimostra quanto grande sia la distanza che separa l'islandese antico da quello moderno. Il cambiamento più notevole riguarda senz'altro il sentimento linguistico, un evento di difficile descrizione e che non può essere ben compreso nella sua interezza da chi non sia islandese o da chi non conosca in profondità la lingua e la cultura islandese. Sebbene la nuova poesia non abbia ancora trovato un assetto definitivo, di solito viene distinta da quella tradizionale con il termine di Atómskáldskapur (o Atómljóð) "poesia [dell'era] atomica". 
L'ultimo grande poeta tradizionale è stato Davíð Stefansson (1895-1964); il passaggio alla nuova forma può essere ben colto in Steinn Steinarr (1908-1958). Molti islandesi non attribuiscono alla nuova poesia che un valore letterario modesto, ma un giudizio tanto negativo è del tutto ingiustificato; tale accusa, inoltre, non reggerebbe ad un esame approfondito. La nuova poesia ha numerosi e notevoli rappresentanti, come Jón úr Vör (1917-2000), Jón Oskar (1921-1998), Þorsteinn frá Hamri (1938-2018), Hannes Pétursson (1931-) e Matthías Jóhannessen (1930-). Si deve riconoscere che, negli ultimi anni, la poesia islandese ha avuto uno sviluppo rapidissimo; la rottura completa con la tradizione è una caratteristica degli autori più giovani. Non si possono prevedere ulteriori sviluppi, ma è comunque certo che la poesia islandese è pienamente cosciente delle tendenze europee attuali. Per quanto molti conoscitori ed ammiratori della poesia tradizionale islandese possano rimpiangere questa irreversibile rottura con un passato tanto glorioso, questo dimostra l'ininterrotta vitalità e versatilità della cultura letteraria islandese.